# Overdose (chanson)
Pour les articles homonymes, voir Overdose (homonymie).
Singles de EXO-K et EXO-M
Miracles in December
(2013) December, 2014 (The Winter's Tale)
(2014)
Overdose (coréen : 중독 ; chinois : 上瘾) est un single des boys bands sud-coréano-chinois EXO-K et EXO-M, sorti le 7 mai 2014 en coréen et en mandarin, issu de leur troisième EP du même nom.

## Contexte et sortie
Produit par The Underdogs et Kenzie, "Overdose" est décrit comme un banger pop urbain avec des rythmes de hip-hop, des crochets d'R&B et des battements électroniques. La chanson parle d'un sentiment d'overdose sur une drogue douce qui est utilisé comme une métaphore pour décrire la dépendance intense de l'homme à l'amour. La chanson est sortie simultanément avec l'EP le 7 mai 2014.
Les clips-vidéos coréennes et chinoises de la chanson ont été mises en ligne la veille de la sortie de l'EP. Les clips-vidéos montrent les membres pris au piège dans un labyrinthe tentant de s'échapper tout en exécutant leur puissante chorégraphie. Le 6 mai 2016, « 중독 (Overdose) » devient le premier clip musical à atteindre les 100 millions de vues, soit pile deux ans après sa sortie.

## Promotion
EXO-K a commencé à promouvoir la chanson sur les plateaux des programmes de télévision musicale sud-coréennes le 11 avril tandis qu'EXO-M a commencé à la promouvoir sur le programme musical hebdomadaire chinois "Global Chinese Music" le 19 avril. La chanson a été interprétée lors de l'«EXO'rDIUM », de la tournée « EXO'luXion », de leur cinquième tournée ainsi que lors de leur première tournée : « THE LOST PLANET ».

## Accueil
"Overdose" a débuté à la seconde place sur le Gaon Chart et sur le Billboard World Digital Songs,. La version coréenne de la chanson a remporté la première place huit fois dans les émissions musicales tandis que la version chinoise l'a remporté à deux reprises. 
La chanson s'est vendue à plus d'un million d'exemplaires en moins d'un an depuis sa sortie.

## Classements

### Classements hebdomadaires
| Classements                        | Meilleure position |
| ---------------------------------- | ------------------ |
| South Korea (Gaon)                 | 2                  |
| US World Digital Songs (Billboard) | 2                  |

### Classement mensuel
| Classement                  | Meilleure position |
| --------------------------- | ------------------ |
| South Korean singles (Gaon) | 2                  |

### Classement annuel
| Classement                  | Meilleure position |
| --------------------------- | ------------------ |
| South Korean singles (Gaon) | 18                 |

## Ventes

### Téléchargement
| Pays               | Ventes    |
| ------------------ | --------- |
| South Korea (Gaon) | 1 168 390 |

### Streaming
| Pays               | Ventes     |
| ------------------ | ---------- |
| South Korea (Gaon) | 44 302 887 |

## Prix et nominations
| Année | Prix                    | Titre                     | Résultat   |
| ----- | ----------------------- | ------------------------- | ---------- |
| 2014  | Mnet Asian Music Awards | UnionPay Song of the Year | Nomination |
| 2014  | 8th Miguhui Awards      | Best Performance Award    | Lauréat    |
| 2015  | Golden Disk Awards      | Digital Bonsang           | Nomination |

### Programmes de classements musicaux
| Date         | Programme                   | Chanson           |
| ------------ | --------------------------- | ----------------- |
| 14 mai 2014  | Show Champion (MBC Music)   | "중독 (Overdose)" |
| 15 mai 2014  | M Countdown (Mnet)          | "중독 (Overdose)" |
| 22 mai 2014  | M Countdown (Mnet)          | "중독 (Overdose)" |
| 17 mai 2014  | Show! Music Core (MBC)      | "중독 (Overdose)" |
| 24 mai 2014  | Show! Music Core (MBC)      | "중독 (Overdose)" |
| 18 mai 2014  | Inkigayo (SBS)              | "중독 (Overdose)" |
| 25 mai 2014  | Inkigayo (SBS)              | "중독 (Overdose)" |
| 1er mai 2014 | Inkigayo (SBS)              | "중독 (Overdose)" |
| 10 mai 2014  | Global Chinese Music (CCTV) | "上癮 (Overdose)" |
| 17 mai 2014  | Global Chinese Music (CCTV) | "上癮 (Overdose)" |